# Trofeo Ciudad de Sevilla (ciclismo)
El Trofeo Ciudad de Sevilla fue una carrera ciclista femenina de un día española que se disputaba en el municipio de Sevilla (Andalucía) y sus alrededores, el tercer domingo del mes de abril.
Se creó en 2004 como amateur pero siempre fue puntuable para la Copa de España de Ciclismo. Su última edición fue en 2008 precisamente el año en el que subió al profesionalismo dentro de la categoría 1.2 (última categoría del profesionalismo). "Curiosamente" la edición profesional coincidió con el año de la celebración de los Juegos Olímpicos de Pekín 2008 y ayudó a que España no tuviese apuros clasificatorios para poder disputar con 3 corredoras la prueba en ruta de las Olímpiadas; en esa edición profesional seis de las ocho primeras, que tienen derecho a puntuación, fueron españolas consiguiendo España en esta prueba 101 de los 421 puntos que tuvo dicho país a fecha en la que se cerraba la clasificación para dichas Olimpiadas.
Al principio estuvo organizada por el Club Ciclista Gómez del Moral, posteriormente con la colaboración de ODC Deporinter.

## Palmarés
En amarillo: edición amateur.
| Año  | Ganadora              | Segunda             | Tercera               |
| ---- | --------------------- | ------------------- | --------------------- |
| 2004 | ?                     | ?                   | ?                     |
| 2005 | Eneritz Iturriaga     | ?                   | ?                     |
| 2006 | Anna Sanchís          | Arantzazu Azpiroz   | Belén López           |
| 2007 | Aleksandra Dawidowicz | Małgorzata Jasińska | Alicia Palop          |
| 2008 | Silvia Tirado         | Marta Vilajosana    | Dorte Lohse Rasmussen |

## Palmarés por países
| País    | Victorias |
| ------- | --------- |
| España  | 3         |
| Polonia | 1         |